# Alfred Roscher
Alfred Roscher (* 11. November 1959 in Wien) ist ein ehemaliger österreichischer Fußball-Nationalspieler. Mit dem FC Swarovski erreichte er 1987 das Halbfinale im UEFA-Cup.

## Karriere
Alfred Roscher wurde bei der Wiener Austria groß, der er als Zehnjähriger beitrat. Der zweikampfstarke Stürmer konnte 1978 mit den Veilchen österreichischer Meister werden, hatte aber nur einen Meisterschafts-Einsatz und in Summe samt Nicht-Pflichtspielen nur fünf Einsätze zu verzeichnen. Nachdem er in der Folgesaison gar nicht gespielt hatte, folgte 1979 der Wechsel zur Vienna. Bei den Blau-Gelben erzielte Alfred Roscher zwar seine ersten vier Tore in der 1. Division, musste aber als Tabellenletzter in die 2. Division. Nach einem Jahr beim erstklassigen Wiener Sport-Club kam es 1982 zum Wechsel zur SSW Innsbruck.
Mit der Spielgemeinschaft konnte sich Alfred Roscher in der oberen Tabellenhälfte etablieren und so auch mehrmals am UEFA-Cup teilnehmen. In besonderer Erinnerung blieb dabei sein Doppelpack beim 2:0 gegen Real Madrid am 3. Oktober 1984. 1986 kam Alfred Roscher ins Teams des als Nachfolgeklub von SSW Innsbruck neu gegründeten FC Swarovski. Mit den Blau-Weißen hatte der Stürmer seine erfolgreichste Zeit, stand 1987 unter Felix Latzke im Halbfinale des UEFA-Cups (wo man dann allerdings gegen den IFK Göteborg am 8. April auswärts mit 1:4 und am 22. April am Innsbrucker Tivoli mit 0:1 unterlag), schaffte jedoch mit 18 Meisterschaftstoren im selben Jahr einen neuen persönlichen Rekord. Auf nationaler Ebene erreichte er mit der Mannschaft das ÖFB-Cupfinale, unterlag dort allerdings Rapid.
Zusätzlich machte sich Alfred Roscher für das österreichische Nationalteam interessant, kam aber nur zu einem Teameinsatz, dies am 1. April 1987 beim Heim-2:3 in Wien in der EM-Qualifikation '88 gegen Spanien, als er ab der 71. Spielminute für Rudolf Weinhofer eingewechselt wurde. Mit dem neuen Swarovski-Trainer Ernst Happel kam der Stürmer weniger zurecht, zu Jahresbeginn 1988 folgte er Felix Latzke in die deutsche Bundesliga zum SV Waldhof Mannheim. Dort brachte er es auf 9 Einsätze für Waldhof und erzielte dabei einen Treffer in der höchsten deutschen Spielklasse. Nach halbjähriger Tätigkeit in Deutschland folgte die Rückkehr in die 1. Division zum SK Vorwärts Steyr, wo es aber verletzungsbedingt bei zwei Einsätzen blieb. So wanderte er in die 2. Division ab, wo er aber noch beim VfB Mödling (1989/1990) und dem SK Austria Klagenfurt (1990/91) spielte. Mit einem Engagement beim unterklassigen Wiener Klub SC Mautner Markhof (1991/92) klang seine Spielerkarriere aus.
Als Trainer betreute er später den ESV Ostbahn XI. Heute arbeitet er im Management der Sicherheitsfirma Securitas Österreich.

## Erfolge
- 1 × Halbfinale UEFA-Cup: 1987
- 1 × Österreichischer Meister: 1978
- 1 × Österreichischer Cupfinalist: 1987
- 1 Spiel für die österreichische Fußballnationalmannschaft 1987